# Morebilus
Morebilus là một chi nhện trong họ Trochanteriidae.